# Kněžpole

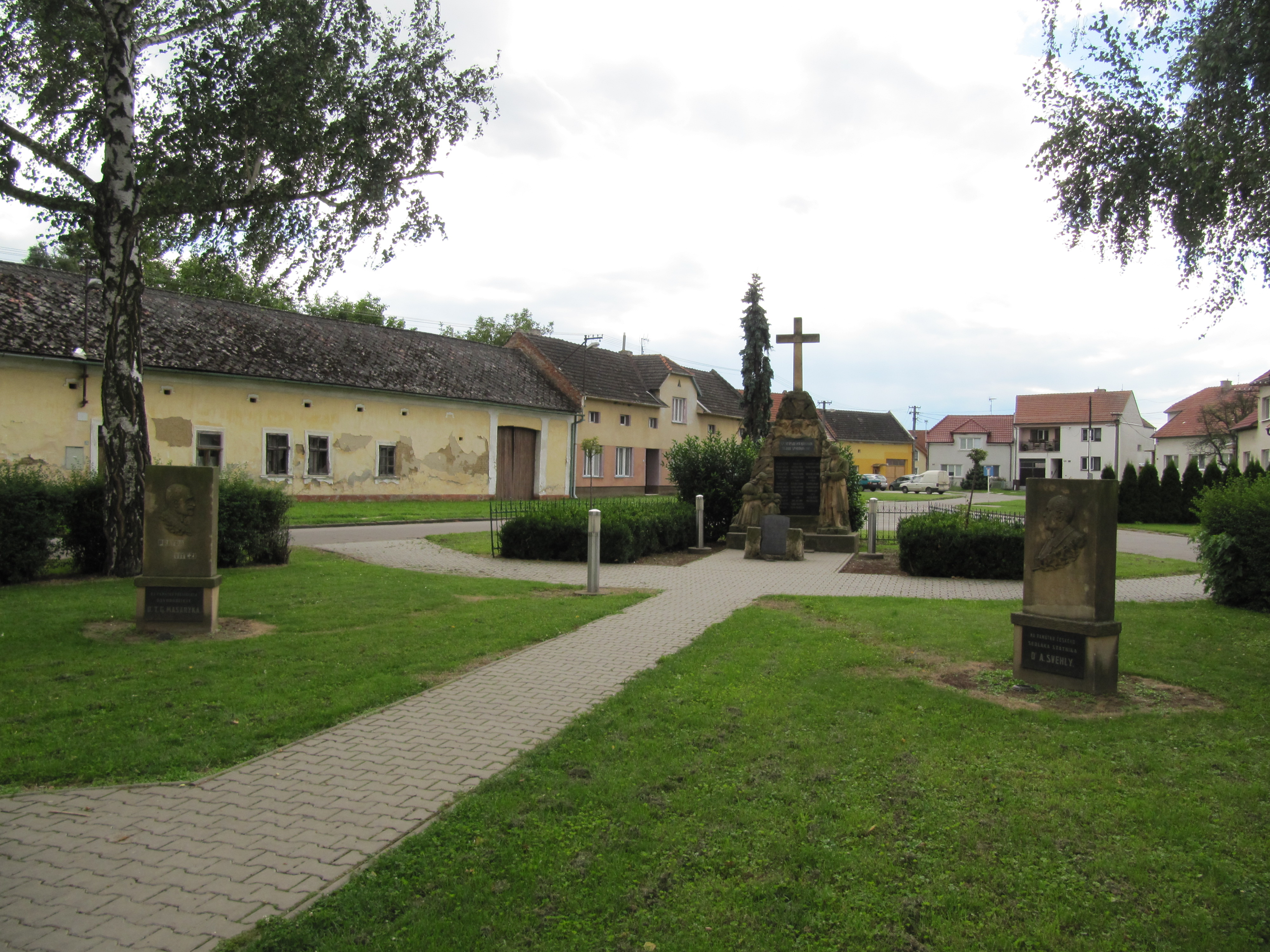
Dorfplatz

Kněžpole (deutsch Kniespol, früher Knieschpol) ist eine Gemeinde in Tschechien. Sie liegt sechs Kilometer nordöstlich von Uherské Hradiště und gehört zum Okres Uherské Hradiště.

## Geographie
Kněžpole befindet sich am nordwestlichen Fuße der Prakšická vrchovina im Dolnomoravský úval (Südliches Marchbecken). Das Dorf wird von den Bächen Březnice und Mistřický potok umflossen. Anderthalb Kilometer südwestlich mündet die Březnice in die March. Nordöstlich erhebt sich der Štěrky (233 m), im Südosten die Rovná hora (350 m) und im Süden die Rovnina (336 m).
Nachbarorte sind Spytihněv, Napajedla und Prusinky im Norden, Topolná und Březolupy im Nordosten, Včelary im Osten, Mistřice im Südosten, Popovice und Javorovec im Süden, Jarošov, Rybárny und Staré Město im Südwesten, Huštěnovice im Westen sowie Cerony und Babice im Nordwesten.

## Geschichte
Archäologische Funde belegen eine frühzeitliche Besiedlung des Gemeindegebietes. Bei der Regulierung der Březnice wurde ein Steinbeil aus dem 4. Jahrtausend v. Chr. aufgefunden. In der Flur Hrádek befand sich das Grab eines fränkischen Kriegers aus der Zeit der Kämpfe Großmährens um seine Unabhängigkeit vom Ostfrankenreich.
Die erste schriftliche Erwähnung von Zneispole erfolgte im Jahre 1220 mit elf weiteren Dörfern als Besitz des Klosters Velehrad. Im Jahre 1228 wurde der Ort als Knesepole, 1265 als Knespol und 1372 als Gnespul bezeichnet. Im Jahre 1467 setzte das Kloster Gnespul als Sicherheit für ein bei der Stadt Hradiště aufgenommenes Darlehen ein. 1470 besiegte in einer Schlacht östlich des Dorfes zwischen Bílovice und Mistřice ein von Heinrich von Podiebrad angeführtes böhmisches Heer die von Matthias Corvinus befehligten böhmischen Truppen. Im Jahre 1522 wurde das Dorf Kniezpole genannt. Nachdem die Zisterzienser nicht in Lage waren, die geliehene Summe zurückzuzahlen, mussten sie das Dorf 1528 an die Stadt Hradiště verkaufen. 1663 wurde das Dorf beim Einfall der Türken geplündert und niedergebrannt. Aus dem Jahre 1670 ist der Ortsname Kniežpole überliefert von 1751 Kniespol. Das älteste Ortssiegel stammt von 1709. Im Jahre 1834 hatte die Gemeinde etwa 400 Einwohner. 1846 wurde der Ort Knězopole genannt. Bis zur Mitte des 19. Jahrhunderts blieb das Dorf immer Teil der Güter der Stadt Hradisch.
Ab 1850 bildete Knězopole / Kniespol eine Gemeinde in der Bezirkshauptmannschaft Hradisch. Im Jahre 1872 wurde das Dorf als Kněžpole bezeichnet. 1886 vernichtete ein Großfeuer elf Gehöfte. 1907 entstand einen Kilometer außerhalb des Dorfes eine Molkerei, sie stellte 1956 den Betrieb ein. Beim Hochwasser von 1910 durchbrach die Březnice die Deiche und überflutete das Dorf. Infolgedessen erfolgte danach eine Regulierung des Baches. Im Jahre 1918 lautete der Ortsname Kněžpol und seit 1925 lautet der amtliche Name Kněžpole. Während der deutschen Besetzung beteiligte sich ein Teil der Einwohner am Widerstand. In Folge Verrats wurden 1940 18 Einwohner verhaftet. 1959 zog von Westen eine Windhose über das Dorf; dabei wurden acht Scheunen zerstört sowie zahlreiche Dächer beschädigt und Bäume entwurzelt. Bei Erdarbeiten für den Bau des Wasserwerkes wurde 1967 der Beckenknochen eines Mammuts aufgefunden. 1975 wurde in der Kiesgrube Kanada ein Bruchstück eines Mammutschulterblattes ausgegraben.

## Gemeindegliederung
Für die Gemeinde Kněžpole sind keine Ortsteile ausgewiesen. Kněžpole besteht aus den Ortslagen Dědina, Markov, Brána, Trávníky, Kút und Zákří.

## Sehenswürdigkeiten
- Kirche der hl. Anna, erbaut 1856
- Naturschutzgebiet Kanada, abgeworfener Flussarm der March, westlich des Dorfes.
- Naturschutzgebiet Trnovec, Teil des Auwaldes Kněžpolský les an der March, nordwestlich des Ortes
- Steinkreuz am Platz Odkolé, am 13. Juli 2007 wurde es durch einen Blitzeinschlag zertrümmert
- Kruzifix neben der Kirche
- Franz-Josephs-Kastanie am Ortsausgang nach Bílovice, sie wurde 1879 anlässlich der Silberhochzeit des Kaisers Franz Joseph I. gepflanzt.

## Söhne und Töchter der Gemeinde
- Zdeněk Jánoš (1967–1999), Fußballspieler
- Vít Valenta (* 1983), Fußballspieler